# John Curtis (polityk)
John Ream Curtis (ur. 10 maja 1960 w Salt Lake City) – amerykański polityk Partii Republikańskiej, członek Izby Reprezentantów Stanów Zjednoczonych od 2017 roku, senator Stanów Zjednoczonych ze stanu Utah od 3 stycznia 2025.

## Działalność polityczna
Od 2009 do 2017 był burmistrzem Provo. Od 13 listopada 2017 jest przedstawicielem 3. okręgu wyborczego w stanie Utah w Izbie Reprezentantów Stanów Zjednoczonych. 